# The Trouble with Nature
|  | Denne artikel er oprettet af botten Steenthbot ud fra en ekstern database. Den kan derfor have sproglige fejl eller mangler. Denne skabelon kan fjernes efter kontrol af indholdet. |

The Trouble with Nature er en dansk spillefilm fra 2020 instrueret af Illum Jacobi.

## Medvirkende
- Antony Langdon, Edmund Burke
- Nathalia Acevedo, Awak
- Andrew Jeffers
- Ian Burns
- Ulrik Wivel